# Mitlapasset
Mitlapasset är en roman av amerikanen Leon Uris.

## Handling
Gideon Zadok är en amerikansk författare som gör en research i Israel inför en bok som han planerar. Han får på det sättet ingå i en liten grupp israeliska fallskärmsjägare som hoppar över Sinai och besätter det viktiga Mitlapasset under Suezkrisen så att de egyptiska styrkorna inte skall komma fram. Under det att operationen framskrider tas läsaren med på tillbakablickar till Zadoks bakgrundshistoria; hans fars uppväxt i Tsarryssland och dennes senare öden som slutade i USA, hans mors familjs historia och även hans eget trassliga liv och äktenskap. Bit för bit tecknas dels ett porträtt av hur judarna haft det från 1800-talets slut fram till 1950-talet, dels ett porträtt av Zadok och de psykiska problem han har efter sin tid hos marinsoldaterna under andra världskriget.
I slutet av romanen går den Israeliska armén till attack mot de egyptiska ställningarna i Mitlapasset på initiativ av befälhavaren, överste Zechariah, som tycks bygga på Ariel Sharon vilken angrep Mitlapasset under Suezkrisen. Resultatet är närmare 40 döda, bland dem Shlomo, Zadoks följeslagare under de närmaste månaderna som han varit i Israel.
Intrycket är att Gideon Zadok bygger på Uris själv, även om en del saker har ändrats; Uris har nämligen sagt att hans far huvudsakligen var ett misslyckande, han gick från misslyckande till misslyckande, vilket stämmer mycket bra överens med beskrivningen av Nathan Zadok, Gideons far.